# Pedra Dreta (Caladroer)
La Pedra Dreta és un menhir del terme comunal de Bellestar, a la comarca de la Fenolleda, però en el sector del seu territori que correspon a l'antic terme rossellonès de Caladroer, antigament pertanyent a Millars, a la Catalunya del Nord. És un dòlmen simple d'ús indeterminat.
Està situat al nord-est del poble de Caladroer, a prop i al sud-oest del Dolmen de Caladroer, o del Còrrec de la Pedra Dreta, que pren el nom del menhir, al costat de ponent del Bosc de Caladroer.
Donat a conèixer l'any 1835 per Joseph Jaubert de Réart en un article a la revista perpinyanenca La Publicateur, i l'esmenta com una pedra druídica dempeus. Tanmateix, Victor Aragon ja donava la notícia el 1859 que era caigut, com es troba actualment. Modernament va ser traslladat uns metres, ja que el seu emplaçament primitiu era enmig d'una vinya.
L'any 1900 un altre estudiós, Maxence Praxt, autor d'una història del Castell de Caladroer, afirmà que no es tractava d'un megàlit prehistòric, sinó d'una fita termenal medieval.
A poques passes de la Pedra Dreta hi ha restes d'un petit dolmen.